# Орден Людовита Штура
Орден Людовита Штура (словац. Rad Ľudovíta Štúra) — государственная награда Словакии.
Третья после Ордена Двойного белого креста и Ордена Андрея Глинки главная награда Словацкой республики (вторая главная награда, предназначенная исключительно для граждан Республики).
Орден Людовита Штура был учрежден Законом № 37/1994 от 2 февраля 1994 года.
Носит имя Людовита Велислава Штура (1815—1856), идеолога словацкого национального возрождения XIX века.

## Основания награждения
Орденом награждаются граждане Словакии за выдающийся вклад в развитие демократии, защиту прав и свобод человека, развитие обороноспособности и безопасности Словацкой Республики, за значительный вклад в развитие политики, экономики и управления, за достижения в науке и технике, образовании, культуре, искусстве, спорте, местном самоуправлении и за популяризацию доброго имени Словацкой Республики за рубежом.
Каждый Президент Словацкой Республики является кавалером ордена Людовита Штура первого класса.

## Классы ордена
Орден имеет гражданскую и военную категории, которые делятся на три класса. Высший — I класс.
| I класс | II класс | III класс |

Среди награждённых военным Орденом Людовита Штура I класса:
- Виест, Рудольф
- Голиан, Ян
- Белла, Иван

Среди награждённых гражданским Орденом Людовита Штура I класса:
- Дубчек, Александр
- Руфус, Милан
- Гашпарович, Иван
- Ковач, Михал
- Корец, Ян Хризостом
- Кралёвичова, Мария
- Грушовский, Доминик
- Кресак, Любор
- Мартикан, Михал
- Мечирж, Милослав
- Поплугар, Ян
- Сухонь, Эуген
- Штястный, Петер